# Natascha Kampusch
Natascha Maria Kampusch, avstrijska ugrabljenka, * 17. februar 1988, Dunaj, Avstrija.
Osem let svojega otroštva, od svojega desetega leta do 23. avgusta 2006, je preživela ugrabljena. Primer velja za enega od najbolj dramatičnih v kriminalistični zgodovini Avstrije.

## Ugrabitev
V sredo, 2. marca 1998, je odšla v šolo, a se ni več vrnila. Najprej so mislili, da je pobegnila od doma zaradi prepira s svojo mamo, vendar so priče potrdile, da so jo videle vstopiti v bel kombi. Sledila je obsežna preiskava, ki pa ni obrodila rezultatov. Pozneje se je izkazalo, da so v preiskavi kot voznika belega vozila zaslišali tudi njenega ugrabitelja, tedaj 36-letnega Wolfganga Priklopila, vendar ga niso obtožili, saj se je policiji njegov zagovor, da je kombi potreboval za prevoz gradbenega materiala, zdel verjeten.
Leta 2001 je štajerski politik Martin Wabl obtožil dekličino družino vpletenosti v primer, vendar avstrijska zvezna policija ni našla tovrstnih dokazov. Preučili so tudi morebitne vzporednice z belgijskim pedofilom in serijskim morilcem Fourniretom.
Kampuscheva je izkoristila trenutek ugrabiteljeve nepozornosti in zbežala, ter ogovorila sosedo, ki je obvestila policijo. Že prej je v spremstvu ugrabitelja odšla na plano, vendar ni skušala zbežati, verjetno zaradi stockholmskega sindroma. Identificirali so jo na podlagi brazgotine na telesu, kot tudi prek potnega lista z njenim imenom, ki so ga našli v kletni ječi, kjer je bila zaprta in izolirana od sveta le nekaj kilometrov stran od domače hiše.
44-letni ugrabitelj Wolfgang Priklopil je po pobegu storil samomor tako, da je skočil pod vlak.
Kasneje je dala avstrijski televiziji intervju.